# 安德拉达斯
安德拉达斯是巴西米纳斯吉拉斯州的一个市镇。总面积467.403平方公里，总人口36320人，人口密度77.7人/平方公里。